# Wilhelm Haferkamp

Wilhelm Haferkamp (1986)

Wilhelm Haferkamp (* 1. Juli 1923 in Duisburg; † 17. Januar 1995 in Brüssel) war ein deutscher Gewerkschafter und Politiker (SPD).

## Biografie
Nach Abitur und Kriegsdienst studierte Haferkamp Wirtschafts- und Sozialwissenschaften an der Universität zu Köln.
Von 1955 bis 1960 gehörte er dem Rundfunkrat des WDR an. Als Mitglied der Gewerkschaft Handel, Banken und Versicherungen war er 1957 bis 1962 Landesvorsitzender des DGB Nordrhein-Westfalen, danach bis 1967 Hauptabteilungsleiter für Wirtschaftspolitik im DGB-Hauptvorstand.
Von 1967 bis 1973 war er europäischer Kommissar für Energie, 1970 bis 1973 auch für den Binnenmarkt zuständig. Dann wurde er bis 1977 für Wirtschaft, Finanzen und Haushalt zuständig. Von 1977 bis 1985 war er Außenkommissar, von 1970 bis 1985 auch Vizepräsident der Europäischen Kommission.
Von 1962 bis 1966 und erneut 1967 für drei Monate hatte er ein Mandat im Landtag von Nordrhein-Westfalen inne.

## Auszeichnungen
- 1984: Großes Goldenes Ehrenzeichen am Bande für Verdienste um die Republik Österreich[1]
- 1986: Großes Verdienstkreuz mit Stern und Schulterband der Bundesrepublik Deutschland